# 科索沃政府

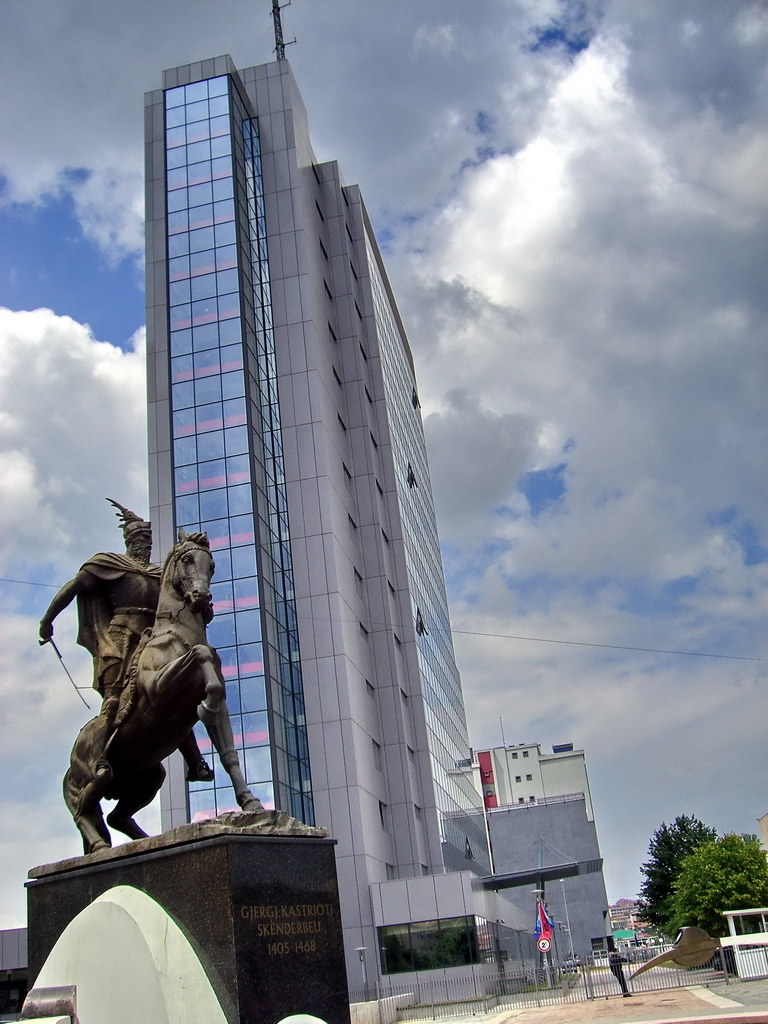
位於首都普里什蒂纳的政府大楼。

科索沃政府是指科索沃的政府機構。 [a]科索沃政府由科索沃总理領導，各部部长聽命於總理。总理由科索沃议会选举产生。部长由总理提名，然后由议会确认。